# Farah (prowincja)
Farah (pers. ‏فراه‎) – jedna z 34 prowincji Afganistanu. Położona na zachodzie kraju. Stolica prowincji w Farah.
Powierzchnią odpowiada połowie obszaru Korei Południowej i graniczy z innymi prowincjami: na północy z Herāt, na północnym wschodzie z Ghor, na południowym wschodzie z Helmand, na południu z Nimruz, zaś granicę zachodnią stanowi granica z Iranem. Jest to jedna z większych prowincji Afganistanu. W 2021 roku prowincja liczyła ponad 573 tys. mieszkańców.
Na terenie prowincji na południe od stolicy w Farah znajdują się ruiny Zamku Infidel.

## Kultura
Farah zamieszkane jest w większości przez Pasztunów. Wokół stolicy prowincji znajduje się obszar zamieszkany przez Tadżyków, natomiast w rozproszeniu zamieszkują Aimakowie.
W Farah znajduje się mauzoleum Syed Mohammed Jaunpuri uznawanego swego czasu za Mahdiego, które jest corocznie nawiedzane przez rzesze pielgrzymów z całego świata, a w szczególności z Pakistanu i Indii.

## Sytuacja wojskowa
Zachodnia część prowincji zamieszkana przez Pasztunów jest względnie stabilna. Natomiast górzysta wschodnia część Farah jest pod ciągła presją sił Talibanu. W lutym 2005 roku talibowie zabili pracownika organizacji pomocowej.
Ze strony prowincji Oruzgan oraz Helmand często przenikają zbrojne grupy, zajmując terytorium prowincji .

## Powiaty
- Anar Dara
- Bakwa
- Bala Buluk
- Farah
- Gulistan
- Khaki Safed
- Lash wa Juwayn
- Qala i Kah
- Pur Chaman
- Pusht Rod
- Shib Koh